# Григорьевский сельский совет (Великобурлукский район)
Григо́рьевский либо Григоро́вский сельский совет — входил до 2020 года в состав Великобурлукского района Харьковской области Украины.
Административный центр сельского совета находился в селе Григоровка.

## История
- 1919 — дата образования.

## Населённые пункты совета
- село Григо́рьевка[2][4][4][5][6][7][8][9]
- село Амба́рное
- посёлок Сонино